# Muž na svém místě
Muž na svém místě nebo Muž jak se patří nebo v originále Mimino je sovětské filmové drama s nádechem komedie natočeno gruzínským režisérem Giorgi Danelijou v roce 1977. Film měl v Sovětském svazu premiéru v roce 1978. Hlavní postavy ztvárnili Vachtang Kikabidze a Frunzik Mkrtčjan. Film je satirou na gruzínsko-arménské (arménsko-gruzínské) vztahy, jejich vzájemnou rivalitu a přátelství. Film poukazuje a přehání rysy typického Gruzína a typického Arména. Oba spolu komunikují v ruském jazyce se silným akcentem s gramatickými chybami. Tyto komické situace odlehčují jinak vážný příběh člověka, který si plní svůj sen.
Film vypráví o gruzínském pilotovi vrtulníku zvaného Sokolík (orig. Mimino), který zásobuje obtížně dostupné horské vesnice na Velkém Kavkazu. Jednoho dne potká na letišti přítele, pilota aerolinek a následně odlétá do Moskvy ucházet se o stejnou pozici. Sehnat v Moskvě ubytování byl v době totality problém, a tak se ocitá na hotelu v pokoji s cizím člověkem, Arménem Rubikdžanem. Film následně sleduje utvářející se přátelský vztah mezi oběma zdánlivými rivaly. Sokolík přes všechny útrapy nakonec získává licenci létat s dopravním letadlem. Nová práce ho však nenaplňuje, proto se vrací zpátky k práci zásobovače kavkazských horských vesnic.

### Podobné filmy
- Půlnoční kovboj (1969)